# Varaždinske Toplice
 Varaždinske Toplice (udtale[ˈʋaraʒdiːnskɛː ˈtɔplit͡sɛ]; tysk Warasdin-Töplitz eller Bad Warasdin, ungarsk Varasdfürdő eller tidligere Varasdteplic) er en by i distriktet Varaždin i Kroatien. Det ligger i den nordøstligste del af den kroatiske region Zagorje.
Varaždinske Toplice er det ældste spa- og kursted i Kroatien. Bosættelsen blev skabt omkring en naturlig varme kilder, med en temperatur på 58 °C.

## Galleri
- Vejen gennem byen
- Termisk bad
- Hotel Minerva